# Norvel Pelle
```
Norvel Pelle Jr.
 (nascido em 3 de fevereiro de 1993) é um 
jogador de basquete
 profissional que joga no 
Philadelphia 76ers
 da 
National Basketball Association
 (NBA), em um contrato de duas vias com o 
Delaware Blue Coats
 da 
G League
.
```

## Primeiros anos
Pelle nasceu em St. John's, Antigua e Barbuda, filho de Norvel Sr. e Darlene Pelle. Quando Pelle tinha três anos de idade, sua família se mudou para Saint Croix, nas Ilhas Virgens, e quando ele tinha sete anos, eles se mudaram para os Estados Unidos em busca de melhores oportunidades de trabalho. Seu pai era um soldador, enquanto sua mãe trabalhava em uma loja em Home Depot.

## Carreira no ensino médio
Em sua primeira temporada, Pelle jogou basquete na Lakewood High School, em Lakewood, Califórnia, onde foi apontado como um dos melhores recrutas de sua classe. Sua escola era localizada perto da residência de sua família em Long Beach, Califórnia.
No segundo ano, Pelle transferiu-se para a Escola Secundária Manuel Dominguez em Compton, Califórnia. Depois que o treinador foi demitido da equipe, Pelle revelou planos de se mudar para outra escola. Ele foi para a K. C. Price High School em Los Angeles, mas não pode jogar devido as regras de transferências. Apesar de sua ausência, a equipe venceu o campeonato CIF Southern Section Divisão 4AA, liderado por Allen Crabbe. Em seus três jogos nessa temporada, Pelle teve médias de 15 pontos, 10 rebotes e 5 bloqueios por jogo.
Em sua carreira no ensino médio, Pelle foi classificado como o melhor pivô de sua classe pela Rivals. Ele foi classificado como um recruta de quatro estrelas pela ESPN e pela 247Sports. Apesar de seu sucesso na quadra, ele ia mal na sala de aula, alcançando apenas uma média de notas de 2,3 e não passando no vestibular. Depois de entrar na Universidade de São João, ele foi considerado inelegível para as aulas na Northeast Preparatory School, na Filadélfia. Ele se retirou do programa, assinando uma carta de intenções com Iona, mas foi novamente considerado academicamente inelegível. Ele então jogou na Los Angeles College Preparatory Academy.

## Carreira profissional

### Delaware 87ers (2013–2014)
Depois de pular a faculdade, Pelle entrou no Draft de 2013, tentando se tornar o primeiro recruta sem experiência universitária ou internacional desde 2005. No entanto, ele se retirou dias antes devido a graves bolhas e verrugas no pé que precisavam ser removidas cirurgicamente.
No final do ano, ele foi selecionado como a sexta escolha geral no Draft da D-League de 2013 pelo Delaware 87ers. Na temporada de 2013-14 com os 87ers, Pelle obteve médias de 5,5 pontos, 3,1 rebotes e 1,4 bloqueios em 13,1 minutos por jogo.

### Dacin Tigers (2014–2015)
Em 29 de julho de 2014, Pelle assinou com o Dacin Tigers da Super Liga de Basquete de Taiwan (SBL).
Em 30 jogos com a equipe, ele teve médias de 15,3 pontos e 14,2 rebotes.
Pelle teve um desempenho notável em dezembro de 2014 contra Kinmen Kaoliang Liquor Basketball, tendo um duplo-duplo de 27 pontos e 26 rebotes.

### Delaware 87ers (2015)

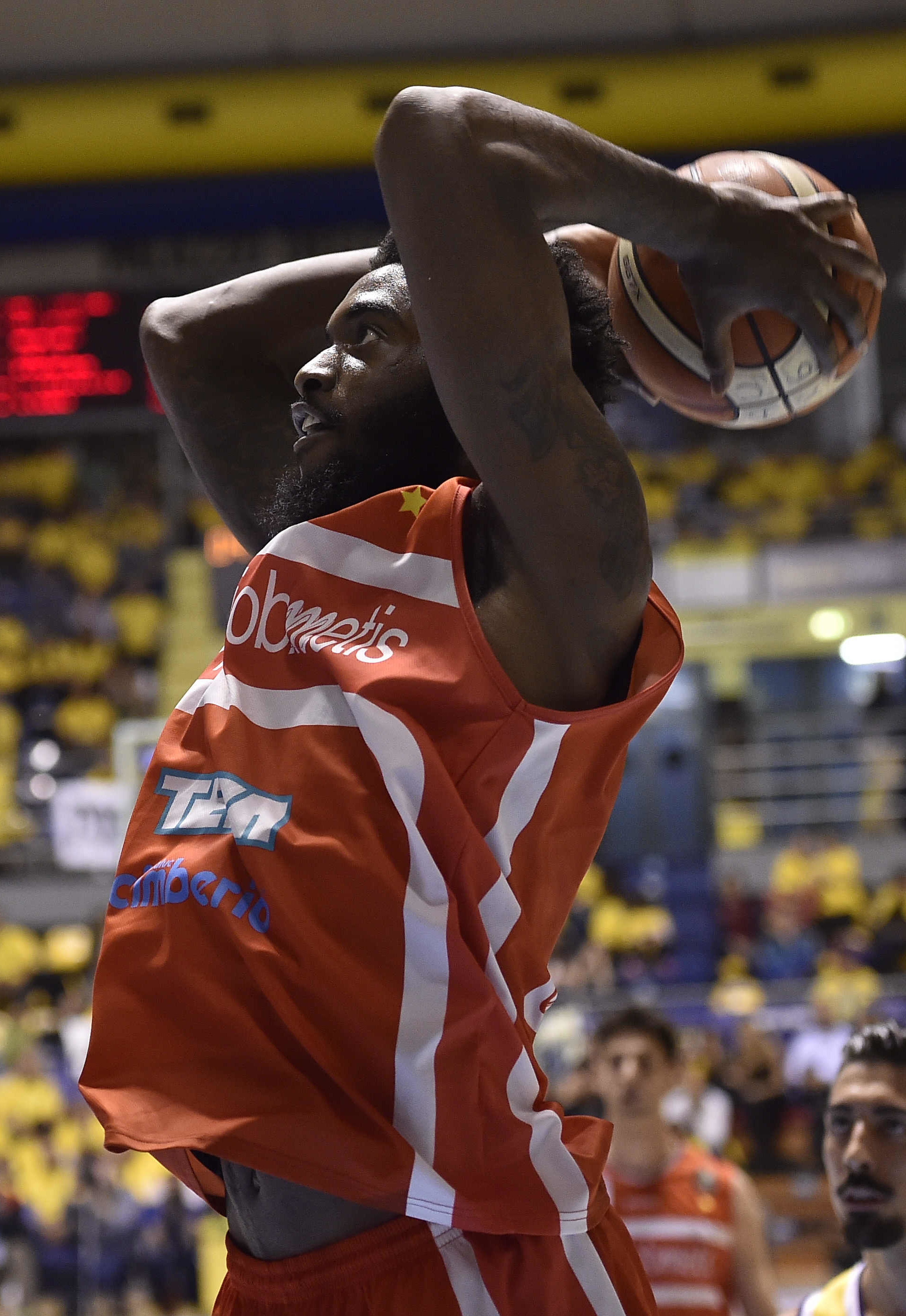
Pelle no Pallacanestro Varese em maio de 2017.

Em 10 de março de 2015, Pelle retornou aos Delaware 87ers da D-League, mas jogou apenas quatro jogos na temporada de 2014-15.
Seu melhor desempenho veio em 20 de março contra o Erie BayHawks, registrando 10 pontos, 5 rebotes e 4 bloqueios. Ele obteve médias de 5,3 pontos, 3,0 rebotes e 2,3 bloqueios por jogo.

### Homenetmen Beirute (2015–2016)
Em 14 de dezembro de 2015, Pelle assinou com o Homenetmen Beirut da Liga de Basquete do Líbano.
Após 32 jogos, ele obteve uma média de 11,8 pontos, 12,7 rebotes e 2,9 bloqueios por jogo.
Pelle se juntou ao Miami Heat para participar da Summer League de 2016 em Orlando.

### Pallacanestro Varese (2016–2018)
Em 28 de julho de 2016, Pelle assinou um contrato de dois anos com o Pallacanestro Varese da Lega Basket Serie A (LBA). Após sua chegada, o treinador Paolo Moretti disse: "As qualidades de Pelle que mais me impressionaram são sua força explosiva, agressividade e capacidade atlética".
Pelle jogou pelo Miami Heat na Summer League de 2017 em Orlando e Las Vegas.

### Auxilium Torino (2018)
Em 13 de fevereiro de 2018, Pelle assinou contrato com o Auxilium Torino pelo restante da temporada de 2017-18 .

### Delaware Blue Coats (2018–2019)
Depois que a temporada foi concluída, Pelle competiu pelo Philadelphia 76ers na Summer League de 2018 em Las Vegas, tendo médias de 7,4 pontos, 4,2 rebotes e 1,2 bloqueios por jogo em cinco jogos.
Mais tarde ele se juntou aos 76ers para um periodo de treinamentos. Em 10 de outubro de 2018, Pelle foi dispensado.
Ele assinou com o Delaware Blue Coats da D-League. Em 23 de janeiro, 2019, Pelle foi suspenso por cinco jogos por violar programa anti-drogas da liga.

### Homenetmen Beirute (2019)
Em 30 de março de 2019, Pelle assinou com o Homenetmen Beirute da Liga de Basquete do Líbano para jogar o restante da temporada.

### Philadelphia 76ers (2019 – Presente)
Em 2 de julho de 2019, Pelle assinou com o Philadelphia 76ers com um contrato de duas vias.

## Carreira na seleção
Pelle é cidadão de Antígua e Barbuda, do Líbano e dos Estados Unidos, mas representa o Líbano em nível internacional.
Ele estreou na Seleção Libanesa no Campeonato Asiático de 2017, tendo médias de 9,3 pontos, 5,0 rebotes e 4,0 bloqueios por jogo, a caminho do sexto lugar. Contra as Filipinas, ele quase registrou um triplo-duplo fazendo 23 pontos, 13 rebotes e 9 bloqueios.